# Cleve Backster
Cleve Backster, all'anagrafe Grover Cleveland Backster, Jr. (Lafayette, 27 febbraio 1924 – San Diego, 24 giugno 2013), è stato uno specialista in interrogatori per la CIA.
È conosciuto principalmente per gli esperimenti svolti negli anni sessanta relativi all’uso del poligrafo sulle piante, che lo portarono a formulare la teoria sulla “percezione primaria”, in cui sosteneva che le piante «provassero dolore» e possedessero una percezione extrasensoriale (ESP); le ricerche ebbero notevole risonanza sui media, ma sono state completamente respinte dalla comunità scientifica in quanto non dimostrate secondo metodo scientifico.

## Biografia
Nacque a Lafayette Township, nel New Jersey il 27 febbraio 1924. Backster iniziò la sua carriera in quanto specialista di interrogatori per la CIA, e la proseguì fino a divenirne Presidente della ricerca e del comitato strumentale dell’accademia per l’interrogatorio scientifico. È stato l’ex direttore della Backster School of Lie Detection (scuola di Backster per il rilevamento delle bugie) a San Diego, in California, nonché istruttore di poligrafo, prima dei suoi esperimenti sulle piante. Ottenne un dottorato in Medicina Complementare dalla Medicina Alternativa nel 1996 e seguì la facoltà di laurea in Scienza Umana dell’Istituto della California per la Scienza Umana fondata da Hiroshi Motoyama. Scrisse il libro Primary Perception — Biocommunication with Plants, Foods, and Human Cells (Percezione Primaria – Biocomunicazione tra Piante, Cibi, e Cellule umane) pubblicata nel 2003, che descrive 36 anni del suo lavoro. È morto il 24 giugno 2013 a seguito di una lunga malattia

### Ruolo nella poligrafia
Backster fondò l’unità di poligrafo della CIA subito dopo la Seconda Guerra Mondiale. La Backster School per il Rilevamento delle Bugie si trova a San Diego, in California, ed è la più longeva scuola di poligrafia al mondo. La scuola è stata fondata a New York nel 1960, poco dopo che Backster ebbe lasciato la sua posizione all’interno della CIA. Mira ad addestrare la polizia all’uso dei test del poligrafo, detto anche “macchina della verità”.

## Studi

### Scoperte
Gli studi sulle piante di Backster iniziarono negli anni sessanta. Trascrisse che osservando uno strumento poligrafo attaccato alle foglie di una pianta, veniva registrato un cambiamento nella resistenza elettrica quando il vegetale veniva danneggiato o persino minacciato. Il suo lavoro è stato ispirato dalle ricerche del fisico Jagadish Chandra Bose, il quale sostenne di aver scoperto che riproducendo certi tipi di musica nelle aree in cui crescevano le piante, queste crescevano più velocemente. Bose utilizzò uno strumento denominato crescografo per misurare la risposta delle piante a vari stimoli, dimostrando in esse la presenza di emozioni. Dall’analisi della variazione del potenziale di membrana delle cellule a seconda delle circostanze, ipotizzò che le piante potessero “provare dolore, comprendere i sentimenti, ecc.” e scrisse due libri tra il 1902 e il 1926.
Nel febbraio del 1966, Backster attaccò gli elettrodi di un poligrafo a una Dracaena, per misurare innanzitutto il tempo necessario all’acqua per raggiungere le foglie. Gli elettrodi vengono usati per misurare il GSR (Attività elettrodermica) ma la pianta mostrò dei risultati affini a quelli di un umano. Questo spronò Backster a provare differenti scenari, e quando stava formulando l’idea di bruciare le foglie, la punta di lettura andrò fuori dal grafico; secondo la sua ipotesi, la pianta stava registrando una risposta di stress ai suoi pensieri nocivi. Condusse poi un esperimento simile dove osservava la risposta della pianta alla morte di un gamberetto in un'altra stanza; i risultati lo convinsero che la pianta dimostrava una consapevolezza telepatica. Appoggiò il fatto che le piante potessero percepire le intenzioni umane, e iniziò ad investigare più approfonditamente. Egli scrisse come poté constatare che le emozioni e i pensieri degli altri esseri umani causassero reazioni nelle piante, e la cosa poteva essere registrata dal poligrafo: definì la sensitività delle piante ai pensieri come “Percezione Primaria” e pubblicò le sue scoperte basate sugli esperimenti nell'International Journal of Parapsychology (Rivista Internazionale di Parapsicologia) nel 1968. Gli Scienziati Sovietici invitarono Backster alla prima conferenza dell’Associazione Psicotronica a Praga nel 1973, il suo articolo fu intitolato “Evidence of Primary Perception at a Cellular Level in Plant and Animal Life” (Evidenza della Percezione Primaria a livello cellulare nella vita di piante ed animali). Dopo il 1973, eseguì ulteriori esperimenti sui batteri dello yogurt, le uova e lo sperma umano, dichiarando che i suoi risultati dimostranti la presenza della “percezione primaria” potevano essere constatati in tutte le cose viventi.

### Reazione della comunità scientifica
Esperimenti controllati che tentarono di replicare le scoperte di Backster non ebbero successo, e la teoria non venne accettata dal momento che non seguiva il metodo scientifico. Al 141º incontro annuale della American Association for the Advancement of Science, la giuria dei biologi trovò la teoria non supportabile. I risultati sembravano essere spontanei; la ripetibilità continua ad essere un problema, sia per lui che per le persone che tentarono di praticare i suoi esperimenti. La sua mancanza di controllo negli esperimenti è stata criticata e sono state formulate delle spiegazioni, come il fatto che i poligrafi rispondessero all’elettricità statica accumulata e i cambiamenti di umidità. È stata messa in discussione anche l’affidabilità dello stesso test del poligrafo.
Il biologo Arthur Galston disse al St. Petersburg Times “Sappiamo che le piante non hanno un sistema nervoso. Tuttavia hanno delle piccole correnti elettriche che vi scorrono attraverso e sono soggette a manipolazione esterna.” Affermò inoltre che le piante possono mostrare risposte elettriche alterate alla luce, agli agenti chimici e alle malattie ma egli “poneva un limite” all’asserzione che queste “rispondessero ai pensieri umani e agli eventi, inclusa l’eliminazione della vita.” Gli scienziati all’Università di Cornell e la Science Unlimited Research Foundation (Fondazione per la Ricerca di Scienze Illimitate) a San Antonio in Texas, non riuscirono a trovare negli esperimenti dei risultati che supportassero le scoperte di Backster, in cui la morte dei gamberetti causassero cambiamenti nel voltaggio elettrico delle foglie di una pianta in un'altra stanza. Backster spiegò che non seguirono le esatte tecniche di laboratorio da lui utilizzate per praticare gli esperimenti originali, e lui stesso non tentò di replicarli.

## Cultura popolare e influenza
Il lavoro di Backster divenne popolare e attirò l’attenzione pubblica; le sue erano simili alle credenze Hindu, Buddhiste e quelle dei discepoli della New Age. Alcuni parapsicologi criticarono il suo lavoro, suggerendo che i risultati fossero dovuti alla “sua personale abilità telecinetica”. La sua teoria è presente in libri quali The Secret Life of Plants di Peter Tompkins e Christopher Bird, e The Secret Life of Your Cells di Robert Stone. È stato ospite della trasmissione radio serale “Coast To Coast AM” il 27 giugno 2007, durante la quale discusse col conduttore George Noory e con gli ascoltatori del programma dei suoi esperimenti sulla percezione primaria, trovando un’interconnessione tra le cellule viventi. Precedentemente è stato ospite diverse volte della Coast to Coast di Art Bell, così come negli show radiofonici di Jeff Rense, e ha presentato degli articoli a diverse conferenze internazionali e meetings, come quelli negli Stati Uniti.
Marcel Vogel disse di essere in grado di copiare quest’effetto “usando le piante come trasduttori tra la mente umana e campi bio-energetici.” Il lavoro di Backster attirò l’attenzione del fondatore della Chiesa di Scientology, Ron Hubbard. Hubbar usò ufficialmente il poligrafo come un “E-meter” e anche lui pubblicò degli esperimenti di comunicazione tra piante applicati alle piante di pomodoro.
La teoria della “Percezione Primaria” di Backster è stata argomento dello show televisivo MythBusters di Discovery Channel. Dopo che tutti gli stimoli umani ed ambientali che potessero alterare i risultati furono rimossi, riprodussero gli esperimenti di Backster con la pianta di dracanea, lo yogurt, la saliva e le uova. Dopo aver ottenuto risultati negativi, praticarono un esperimento finale utilizzando uno strumento EEG (elettroencefalogramma), più sensibile di un poligrafo, collegato alla pianta per controllare se potesse “vedere” le uova che venivano catapultate casualmente dentro dell’acqua in ebollizione. Lo strumento non registrò nessun cambiamento nella pianta e il mito venne considerato sfatato con quell’episodio.
La figura di Backster ispirò lo sceneggiato "La traccia verde" andato in onda sulla Rai Radiotelevisione Italiana nel 1975. Video